# Санкт-Мартин (Нижняя Австрия)
Санкт-Мартин (нем. Sankt Martin (Niederösterreich)) — ярмарочная община (нем. Marktgemeinde) в Австрии, в федеральной земле Нижняя Австрия.
Входит в состав округа Гмюнд. Население составляет 1156 человек (на 31 декабря 2005 года). Занимает площадь 49,34 км². Официальный код — 30932.

## Политическая ситуация
Бургомистр общины — Петер Хёбарт (АНП) по результатам выборов 2005 года.
Совет представителей общины (нем. Gemeinderat) состоит из 19 мест.
- АНП занимает 9 мест.
- Партия FBL занимает 7 мест.
- СДПА занимает 3 места.